# Samuel Cunge
Samuel Cunge (ur. 18 czerwca 1865 w Koninie, zm. 20 października 1942 w Warszawie) – polski lekarz chirurg żydowskiego pochodzenia. 

## Życiorys
Urodził się w Koninie w rodzinie żydowskiej, jako syn Jakuba Cunge. Ukończył czteroklasową szkołę w Koninie, następnie uczęszczał do gimnazjum w Kaliszu, które ukończył w 1887 roku. Studiował medycynę na Cesarskim Uniwersytecie Warszawskim; dyplom uzyskał 20 grudnia 1893 roku.
Następnie pracował jako chirurg w ambulatorium lecznicy rosyjskiego Czerwonego Krzyża przy ulicy Smoczej, prowadzonej przez Zgromadzenie Sióstr Miłosierdzia Św. Elżbiety. Następnie zatrudniony w Klinice Chirurgii UW, od stycznia 1900 do końca grudnia 1905 jako asystent nadetatowy w klinice szpitalnej, potem wydziałowej. W 1905 roku wysłany jako chirurg wojskowy na Daleki Wschód, w związku z wojną rosyjsko-japońską. W 1906 roku został kierownikiem lecznicy rosyjskiego Czerwonego Krzyża. Po I wojnie światowej prowadził wolną praktykę, z czasem musiał jednak porzucić chirurgię na rzecz interny, ponieważ cierpiał na zaćmę. 
Jego gabinet lekarski i mieszkanie znajdywały się przy ulicy Chłodnej 34. Podczas okupacji niemieckiej zarekwirowano mu mieszkanie i przydzielono jeden pokój w którym mieszkał z żoną i rodziną syna. W getcie warszawskim mieszkali przy ul. Dzielnej 32. Cała rodzina zginęła. 
Został pochowany na cmentarzu żydowskim przy ulicy Okopowej.

## Życie prywatne
Żonaty z Hendą Heleną z Krantzów, miał syna Jakuba Mieczysława (1908−1942), lekarza, neurologa. 